# Зевголатион (Коринфия)
Зевголати́он (греч. Ζευγολατείον ή Ζευγολατιό) — малый город в Греции. Находится на высоте 57 метров над уровнем моря, в северо-восточной части полуострова Пелопоннеса, в 3 километрах к югу от побережья Коринфского залива, в 81 километре к западу от Афин, в 99 километрах к юго-востоку от Патр и в 11 километрах к западу от Коринфа. Административный центр общины (дима) Вело-Воха в периферийной единице Коринфии в периферии Пелопоннес. Население 4363 жителя по переписи 2011 года. Жители преимущественно заняты в сельском хозяйстве и пищевой промышленности.
Севернее города проходит национальная дорога 8 Патры — Афины, южнее — автострада 8, часть европейского маршрута E65.
Впервые упоминается в венецианский период в 1311 году. Название происходит от др.-греч. ζευγηλάτης «идущий за запряженным плугом, землепашец, пахарь».

## Сообщество Зевголатион
В общинное сообщество Зевголатион входит деревня Календзион. Население 4697 жителей по переписи 2011 года. Площадь 41,491 квадратного километра.
| Населённый пункт | Население (2011), человек |
| ---------------- | ------------------------- |
| Зевголатион      | 4363                      |
| Календзион       | 334                       |

## Население
| Год  | Население, человек |
| ---- | ------------------ |
| 1991 | 3604               |
| 2001 | 4119               |
| 2011 | ↗ 4363             |